# Svákov
Svákov je raně středověké a snad i pravěké hradiště u Soběslavi v Jihočeském kraji v okrese Tábor. Nachází se západně od města na ostrožně nad levým břehem řeky Lužnice. Místo bylo osídleno už v eneolitu a ve starší době železné, ale pozůstatky opevnění a většina archeologických nálezů pochází až z raného středověku. Areál hradiště je chráněn jako kulturní památka.

## Historie
Nejstarší zpráva o existenci hradiště pochází z doby okolo roku 1760, kdy třeboňský kronikář Petr Kašpar Světecký zmínil existenci starodávného města Svákova, po jehož zániku byla založena Soběslav. Na přelomu devatenáctého a dvacátého století proběhlo několik archeologických výzkumů, na kterých se mimo jiné podílel Jan Nepomuk Woldřich. Pravěké nálezy z těchto výzkumů pocházejí z eneolitu a doby halštatské, avšak nebylo možné je vzhledem k jejich nejisté lokalizaci použít k datování vzniku opevnění. Při výzkumu v roce 2007 byl ve splachové vrstvě valu získán jediný keramický střep z doby bronzové až halštatské, ale ani ten nelze k datování opevnění využít. Většina keramických zlomků vznikla v raném středověku ve střední době hradištní.
Svákovské hradiště je dáváno do souvislosti s vrstvou slovanských knížat devátého století. Jeho zánik je spojován s vojenskými událostmi v neklidné době po pádu Velké Moravy, nájezdy Maďarů a vzrůstající mocí Přemyslovců.

## Stavební podoba
Hradiště se nachází v nadmořské výšce 440–455 metrů na ostrožně z muskoviticko-biotitické ortoruly, jejíž převýšení nad řekou Lužnicí je asi čtyřicet metrů. Na jihu areál vymezuje bezejmenný drobný potok, nad kterým je svah vysoký 25 metrů. Průměrná roční teplota se zde pohybuje okolo 7 °C a roční srážkový úhrn je okolo 600 milimetrů.
Rozloha opevněného arálu je 3,8 hektaru. Nejvyšší bod se nachází přibližně ve středu hradiště a terén od něj klesá směrem k severu a jihu. Strmé srázy poskytovaly hradišti přirozenou ochranu na jižní a východní straně. Na severozpadní straně přístup chránilo mohutné opevnění tvořené hradbou a vnějším příkopem. Vstup býval pravděpodobně na jihozápadní straně a další mohl být na severu směrem k Lužnici. Porušení valu na západní straně nejspíše vzniklo až po zániku hradiště.
Pozůstatkem hradby je val, jehož vnější strana je na západě a severozápadě až osm metrů vysoká. Příkop před ním je široký tři až dvacet metrů a jeden až tři metry hluboký. Původní hradba stála na písčitohlinitém valovém tělese. Měla čelní stěnu z nasucho kladených kamenů, na kterou navazovala dřevohlinitá konstrukce. Kamenná zeď mohla být i na vnitřní straně. Hradba zanikla dvakrát po sobě požárem ve druhé polovině devátého až na počátku desátého století.
Využití nebo případné vnitřní členění hradiště neznáme. Je možné, že zde existoval samostatně opevněný dvorec, který byl sídlem místní elity.